# Дифосфид тримарганца
Дифосфид тримарганца — неорганическое соединение металла марганца и фосфора с формулой Mn3P2,
тёмно-серые кристаллы,
не растворимые в воде.

## Получение
- Спекание порошкообразного марганца и красного фосфора:

{\displaystyle {\mathsf {3Mn+2P\ {\xrightarrow {T}}\ Mn_{3}P_{2}}}}

## Физические свойства
Дифосфид тримарганца образует тёмно-серые кристаллы.
Не растворяется в воде.